# Quận Cameron, Louisiana
Cameron là một quận thuộc bang Louisiana, Hoa Kỳ. Theo thống kê năm 2010, dân số quận này là 6584 người, mật độ 2 người/km².

## Dân số
Biến động dân số qua các từ 1900-2010: